# Tikuch
Tikuch är en ort i Mexiko.   Den ligger i kommunen Valladolid och delstaten Yucatán, i den östra delen av landet, 1 200 km öster om huvudstaden Mexico City. Tikuch ligger 21 meter över havet och antalet invånare är 1 336.
Terrängen runt Tikuch är mycket platt. Runt Tikuch är det ganska tätbefolkat, med 75 invånare per kvadratkilometer. Närmaste större samhälle är Valladolid, 9,1 km väster om Tikuch. I omgivningarna runt Tikuch växer i huvudsak städsegrön lövskog.